# Duomo di Cavarzere
La chiesa di San Mauro è il duomo di Cavarzere, in città metropolitana di Venezia e diocesi di Chioggia; è sede del vicariato di Cavarzere.

## Storia

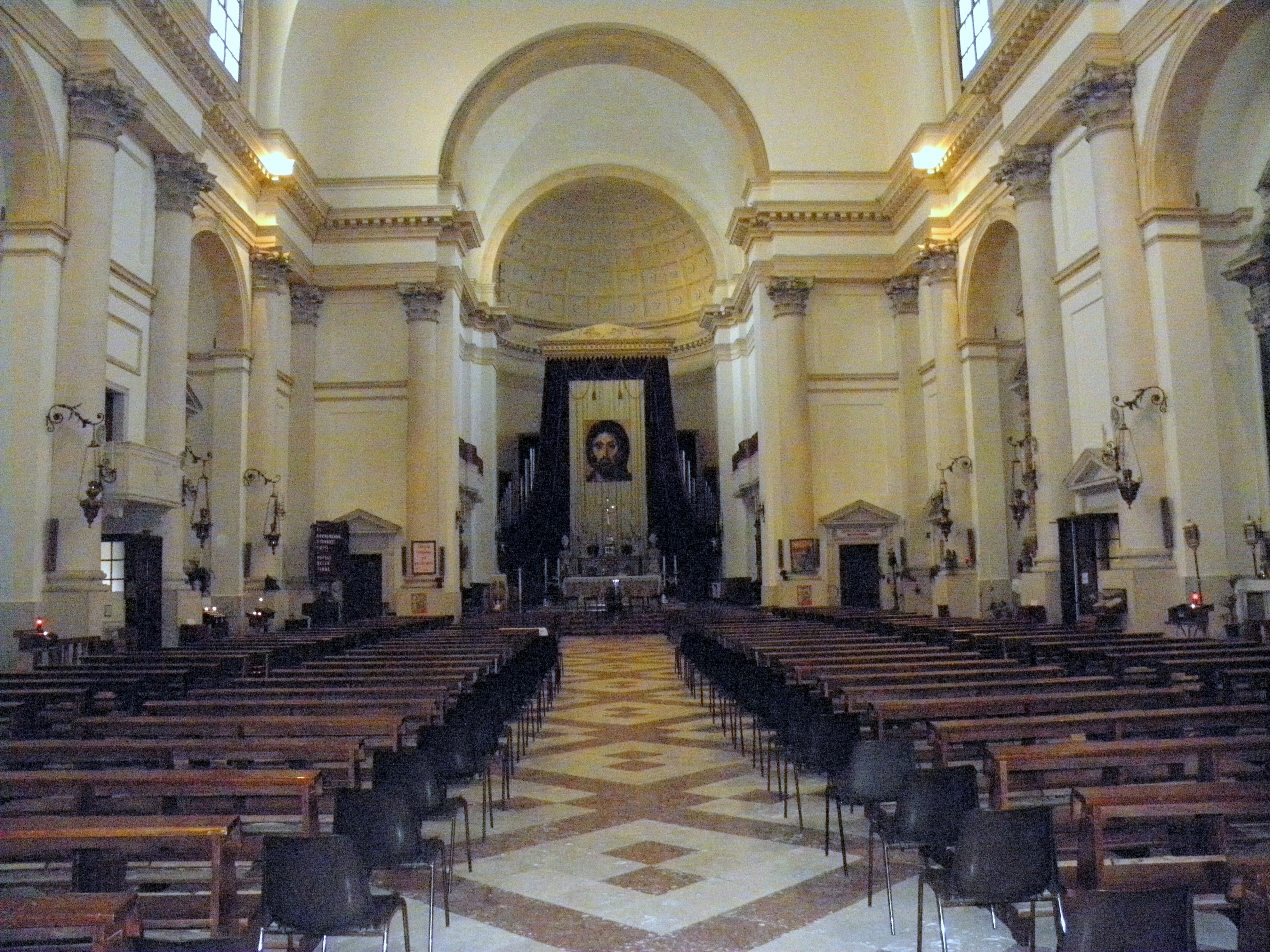
L'interno

Si sa che la parrocchia di Cavarzere venne eretta nel 1228. Da un documento del XVI secolo si viene a sapere che la parrocchiale di Cavarzere era di grandi dimensioni. La chiesa venne riedificata tra il 1743 ed il 1795 e consacrata nel 1800. Durante l'Ottocento al suo interno furono posti i diversi altari; quello maggiore fu consacrato nel 1914. Questo edificio venne bombardato alla fine di aprile 1945 e completamente distrutto. L'attuale duomo fu costruito tra il 1950 ed il 1956; la consacrazione venne impartita nel 1958 dal vescovo di Chioggia Giovanni Battista Piasentini. Infine, la chiesa ha subito un importante restauro nel 2007.

## Galleria d'immagini

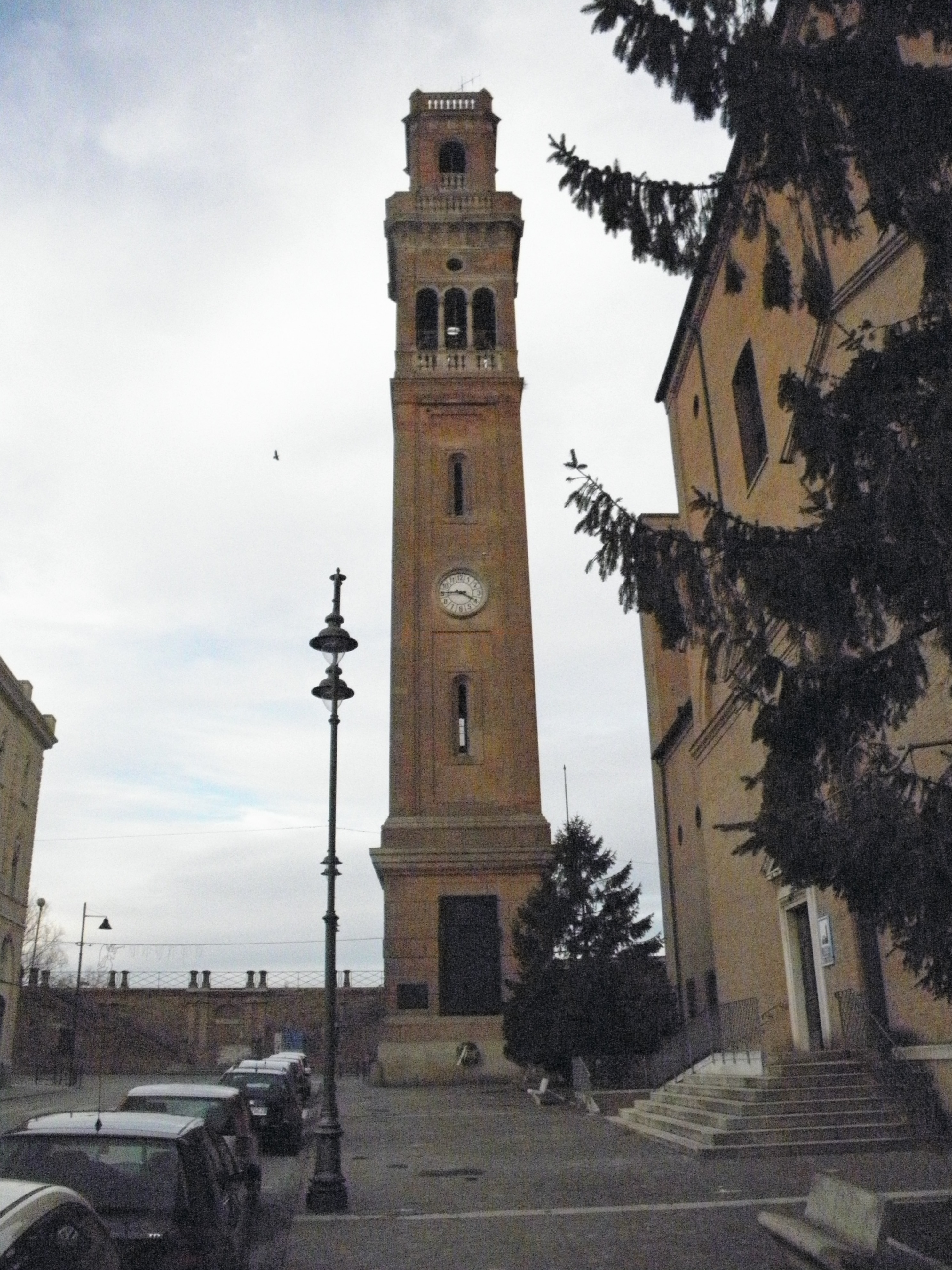
Il campanile
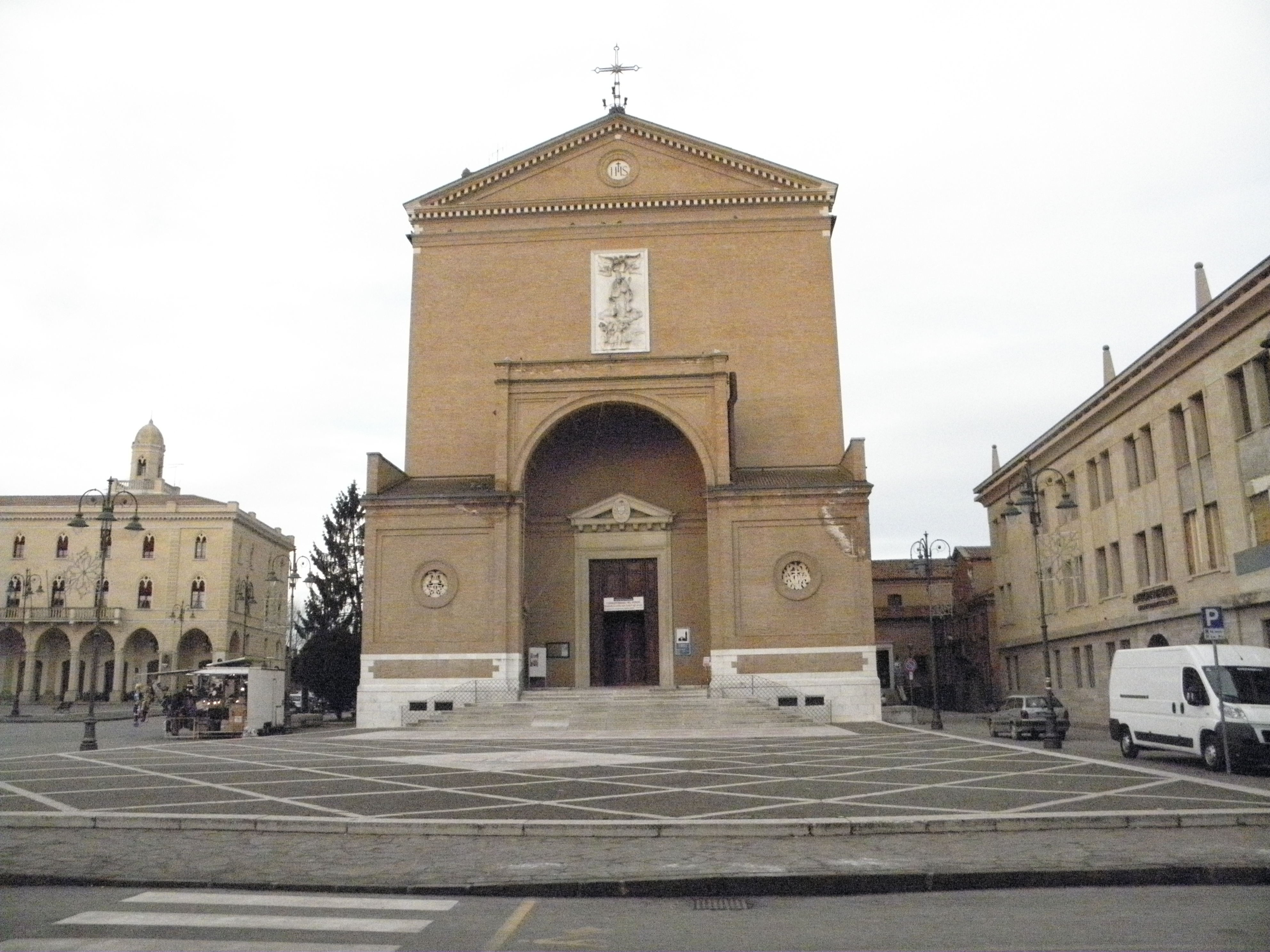
Il duomo
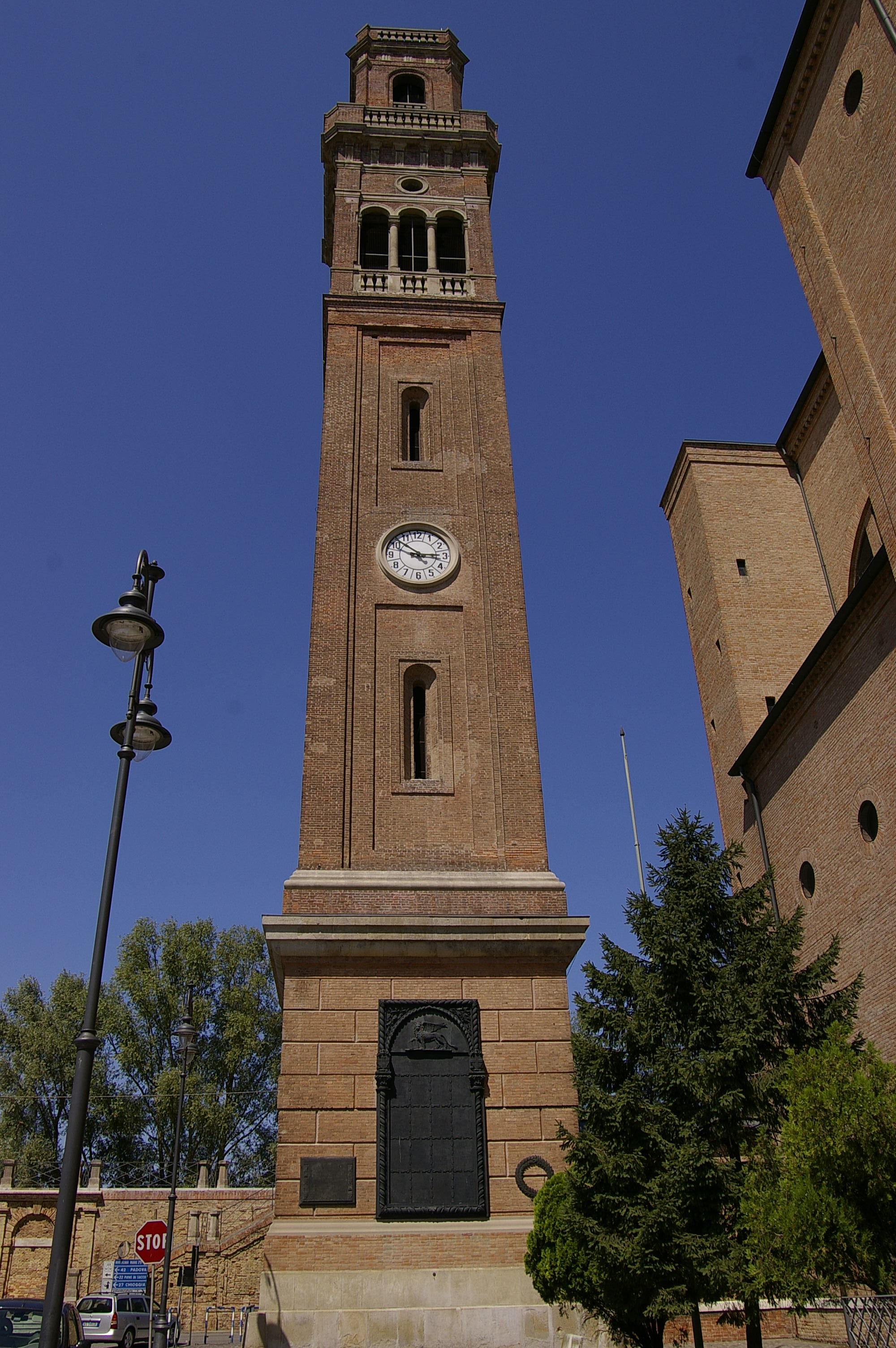
La torre campanaria
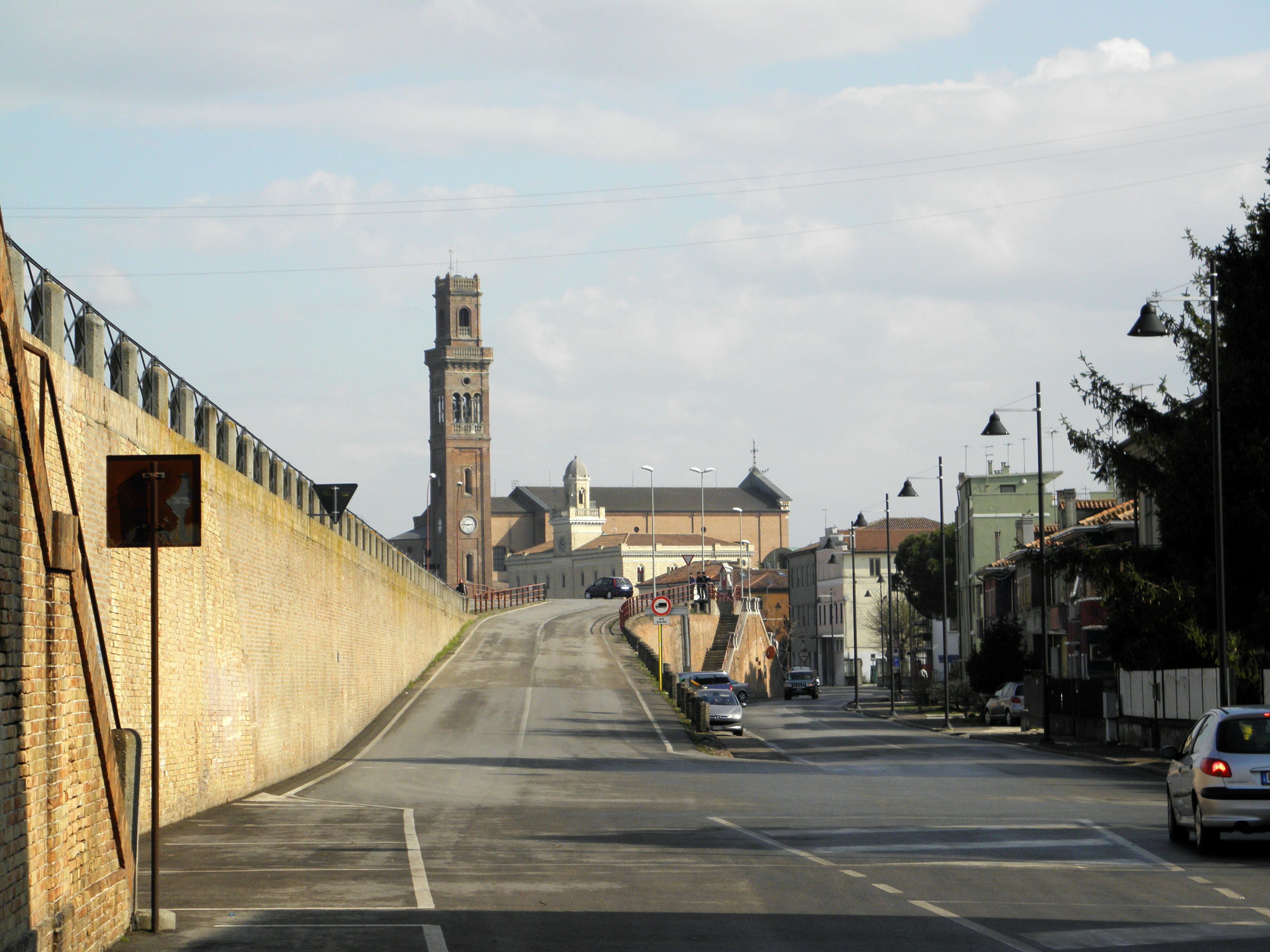
Il duomo visto da via Toti